# Tarkan Bagci

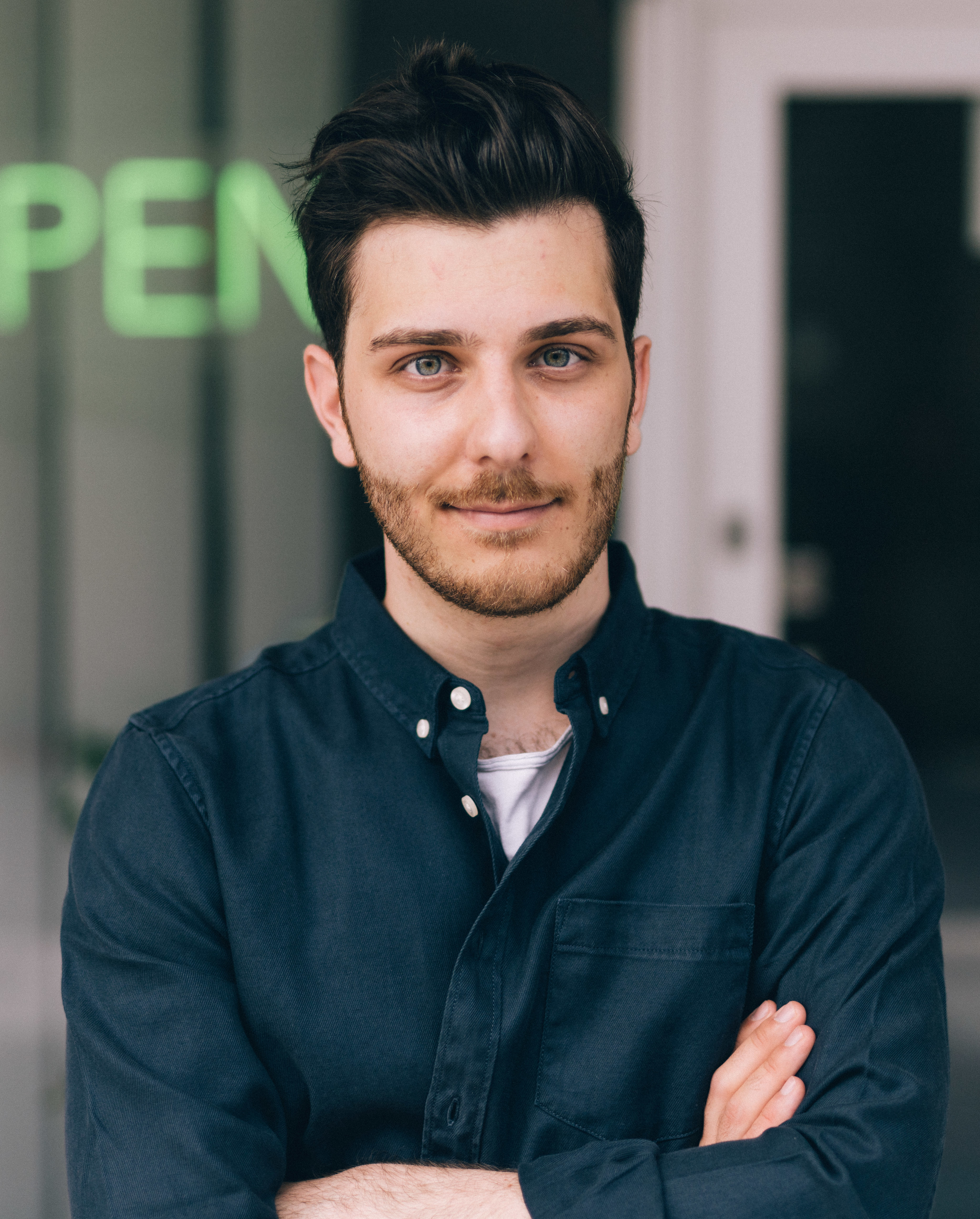
Tarkan Bagci (2021)

Tarkan Bagci (* 4. Februar 1995) ist ein deutscher Comedy-Autor, Podcaster und Moderator.

## Leben und Ausbildung
Tarkan Bagci ist in Steinhagen bei Bielefeld aufgewachsen. Nach dem Abitur und einem Praktikum bei Radio Herford begann Bagci 2013 mit dem Studium der Kommunikationswissenschaften an der Westfälischen Wilhelms-Universität Münster, das er 2016 mit dem Bachelor of Arts abschloss.

## Karriere
Während des Studiums arbeitete er zunächst bei Radio Q und später als freier Journalist bei den Westfälischen Nachrichten.
2014 wurde Bagci freiberuflicher Comedyautor für die bildundtonfabrik (btf), wo er von 2017 bis 2019 für das Neo Magazin Royale schrieb. Außerdem schrieb er in dieser Zeit auch für verschiedene Sketch-Sendungen, wie u. a. für Knallerfrauen. Mit dem Ende seines Studiums 2016 wurde er bei der btf in Festanstellung übernommen. Von 2015 bis 2017 arbeitete Bagci für das funk-Format Gute Arbeit Originals an der Seite von Florentin Will, Katjana Gerz und Stefan Titze. Seitdem ist Bagci an der Entwicklung vieler btf-Projekte beteiligt. Die Satiresendung Kroymann, an der er als Texter beteiligt war, wurde 2018 für den Deutschen Comedypreis nominiert. Er schrieb ebenfalls für die ZDF-Show Lass dich überwachen!, die 2019 den Grimme-Preis und den Deutschen Comedypreis in der Kategorie beste Innovation gewann. Zu Beginn der Corona-Pandemie arbeitete er Anfang 2020 als Autor für die ZDFneo-Miniserie Drinnen – im Internet sind alle gleich, die in der ZDFmediathek veröffentlicht wurde, sowie für die Mockumentary How to Tatort, die in der ARD-Mediathek veröffentlicht wurde. Er hat außerdem für die Fernsehsendung Studio Schmitt mit dem Moderator Tommi Schmitt geschrieben und zählte zu deren On-Air-Ensemble bis die Sendung 2023 eingestellt wurde.
Seit 2019 veröffentlicht Bagci zusammen mit Christian Huber den Podcast Gefühlte Fakten.
Im Jahr 2021 erschien sein Debütroman Die Erfindung des Dosenöffners sowie sein zweites Buch Nach dem Tod komm ich, entstanden gemeinsam mit dem Tatortreiniger Thomas Kundt.
Im Mai 2022 veröffentlichte der Radiosender 1 Live die erste Folge der Comedy-Show 1LIVE Ratlos auf seinem YouTube-Kanal. Bagci war an der Entwicklung des Formates beteiligt und ist Moderator der Quizshow.
Bagci ist seit 2022 bei der ZDF-Doku-Reihe Grauzone im Moderationsteam dabei.
Seit September 2022 moderiert Bagci gemeinsam mit Clarissa Corrêa da Silva die Sendung Wissen macht Ah!.

## Werke
- Die Erfindung des Dosenöffners, Ullstein, Berlin 2021, ISBN 978-3-86493-134-5.
- Nach dem Tod komm ich, dtv, München 2021, ISBN 978-3-423-26310-8.
- Heartbreak, dtv, München 2023, ISBN 978-3-423-28351-9.